# ピアリー・マクミラン極地博物館
ピアリー・マクミラン極地博物館（ピアリー・マクミランきょくちはくぶつかん, 英語: Peary–MacMillan Arctic Museum）はアメリカのメイン州ブランズウィックにある博物館。所在地はボウドイン大学のハバードホール。館名に同学の同窓生で北極探検家のロバート・E・ピアリー（1877年卒業）とドナルド・B・マクミラン（en, 1898年卒業）の姓を冠し、北極研究専門としてはアメリカのカナダ以南48州で唯一の博物館である。

## 沿革
ポール・チャドボーン率いるグリーンランド西部（Kitaa）調査探検は1860年に実施され、このときボウドイン大学と北極圏との歴史が始まる。同学の学生グループはラブラドールを踏査した。その後に入学したピアリーとマクミランは、ときには共同で、また別の機会には個別に何度も北極圏を訪れており、マクミランは20世紀初頭から中期にわたる数次の北極圏遠征に、同学の後輩を参加させた。同学では教授と学生の北極圏研究が今日も引き継がれ、現地に足を運んでいる。
本館は1967年6月に定礎し、その原資は同学の同窓会のうち1925年卒業生、ジョージ・B・ノックス（George B. Knox 1929年卒業）ならびに他年度の同窓生や校友から集まった寄付金である。開館式にはピアリーの名代で娘のメアリー・アーニジト・ピアリー（1893年−1978年）と、マクミラン本人が出席した。
同学の北極圏研究センター（1985年開設）は教育研究の取り組みと、博物館と図書館の資料を結び付ける役割を担い、講義やワークショップ、教育支援プロジェクトを主催する。その趣旨として 「北極圏研究センターは授業の出講、現地調査プログラムや雇用機会の提供、また特別イベント開催を通じて、北の地を人類学と考古学、地質学から、またその環境の調査を促進する」と謳って（うたって）いる。

## 展示
当館の展示は北極のさまざまな側面に焦点を当て、動植物を含む生物相から、北極地方に暮らす人々の文化や生活に至る。収蔵品の内訳は工芸品、ピアリーとマクミランの遠征用装備、人類学資料、　イヌイット芸術、映像記録、保存文書、書籍や雑誌、博物学標本などで構成される。展示は定期的に入れ替えて、美術館のウェブサイトで告知を行う。

## 大学の学科との連携
当館では大学と連携し、社会学部、人類学部、地質学部に北極圏研究の集中講座を提供して、学生に北極圏の土地や人々が関わる文化や社会、環境の問題を探求する機会を設けてきた。博物館北極研究センターの責任者を務める所長には、人類学教授スーザン・A・カプラン（Susan A. Kaplan）が着任した。

## 来館の規定
月曜日と祝日を除き開館する。入場は無料で寄付金を受け付ける。火曜日から土曜日は午前10開館、午後5時閉館。日曜日の開館時間は午後2時から5時までである。学校やグループなどから解説ツアーの申し込みを受け付ける。

## 収蔵品の見どころ
|  |  |  |